# Kecamatan Cilincing
Kecamatan Cilincing är ett distrikt i Indonesien.   Det ligger i provinsen Jakarta, i den västra delen av landet, 15 km nordost om huvudstaden Jakarta.